# Jean-Louis de Salm-Dhaun
Jean-Louis de Salm-Dhaun (1620 à Dhaun – 6 novembre 1673, Vienne) est Rhingrave de Salm-Dhaun de 1638 jusqu'à sa mort. Il est le fils du comte Wolfgang-Frédéric de Salm-Dhaun et son épouse, Élisabeth de Solms-Braunfels.

## Descendance
Il épouse Élisabeth de Salm-Neuviller (1620–1653), fille de Jean-Georges de Salm-Neuviller et Marguerite de Mansfeld, puis Ève-Dorothée de Hohenlohe-Waldenbourg, fille d'Henri de Hohenlohe-Waldenbourg et de Dorothée-Walpurgis de Hohenlohe-Neuenstein. Ils ont onze enfants:
- Frédéric-Philippe (né en 1644, mort en 1668)
- Jean-Philippe II de Salm-Dhaun (né en 1645, mort en 1693), Rhingrave de Salm-Dhaun et époux d'Anne-Catherine de Nassau-Ottweiler
- Henri-Louis (né en 1646)
- Léopold-Guillaume (né en 1647, mort en 1665)
- Louis-Éberhard
- Charles-Louis
- Wolfgang-Philippe (né en 1657, mort en 1670)
- Anne-Sibylle-Florentine de Salm-Dhaun (née en 1648 à Dhaun, morte en 1685 à Rüdenhausen), épouse de Philippe-Godefroy de Castell-Rüdenhausen (1641-1681)
- Éléonore-Sophie-Dorothée de Salm-Dhaun (née en 1653, morte en 1668), épouse d'Henri-Casimir de Limpurg-Sontheim (1640-1676)
- Julienne
- Jeanne-Philippine (née en 1667)